# San Miguel del Robledo
San Miguel del Robledo è un comune spagnolo di 95 abitanti situato nella comunità autonoma di Castiglia e León.